# Аскона, Эдисон
Эдисон Александер Аскона Велес (исп. Edison Alexander Azcona Vélez; род. 21 ноября 2003, Ла-Романа) — доминиканский футболист, полузащитник клуба «Лас-Вегас Лайтс».

## Карьера

### «Интер Майами»
Первым клубом на юношеском уровне у футболиста был «Бока Юнайтед». Также прошёл академии «Орландо Сити» и «Интер Майами». В 2020 году стал выступать во второй команде «Интер Майами» — «Форт-Лодердейл». Дебютировал за клуб 18 июля 2020 года в Лиге один ЮСЛ против клуба «Гринвилл Трайамф». Первым голом отметился 8 августа 2020 года в матче против клуба «Тормента». В ноябре 2020 года был номинирован на звание лучшего молодого игрока Лиги один ЮСЛ. Один из голов футболиста в сезоне попал на голосование лучшего гола в сезона и занял там второе место. В своём дебютном сезоне вышел на поле 16 раз, в которых забил 3 гола и отдал 3 результативные передачи.
Сезон 2021 года начинал также во второй команде. В январе 2021 года «Интер Майами» подписал его как доморощенного игрока. За основную команду дебютировал 2 мая 2021 года в матче против «Нэшвилла». Вышел в сезоне 4 раза за клуб, не отметившись результативными действиями. В июне 2021 года вернулся во вторую команду. После отрезка игр за основную команду, свою вторую игру в сезоне за фарм-клуб сыграл 2 июня 2021 года против клуба «Форвард Мэдисон». Свой первый гол в сезоне забил в следующем матче 6 июня 2021 года в матче против клуба «Норт Каролина». В своём втором сезоне за клуб провёл 12 встреч, где отличился 3 забитыми голами.
Новый сезон начал с игры в МЛС 12 марта 2022 года против клуба «Лос-Анджелес». Затем отправился вместе со второй командой выступать в новообразовавшемся турнире для резервных команд МЛС Некст Про. Также команда стала называться «Интер Майами II». Дебютировал на новом турнире 6 апреля 2022 года в матче против «Филадельфии Юнион II».

#### Аренда в «Эль-Пасо Локомотив»
В июле 2022 года отправился в аренду в «Эль-Пасо Локомотив» из Чемпионшипа ЮСЛ. Дебютировал за клуб 16 июля 2022 года в матче против клуба «Окленд Рутс». Провёл за клуб всего 5 матчей и в сентябре 2022 года был отозван из аренды.

#### Возвращение в «Интер Майами»
По возвращении в «Интер Майами» сразу же отправился выступать за вторую команду. Первый матч сыграл 18 сентября 2022 года против «Чикаго Файр II», выйдя на замену на 86-й минуте. Больше в сезоне за клуб на поле так и не появился, лишь единожды ещё попав в заявку клуба на матч.
Новый сезон футболист начал с матча за вторую команду клуба 27 марта 2023 года против клуба «Чикаго Файр II», отличившись первым забитым голом. Первый матч за основную команду сыграл 1 июня 2023 года против клуба «Нью-Йорк Ред Буллз», выйдя на замену на 80 минуте. Вместе с клубом стал обладателем Кубка лиг, где в финале 20 августа 2023 года был обыгран «Нэшвилл», однако сам футболист матч пропустил, а на протяжении всего турнира оставался на скамейке запасных. Также по итогу сезона футболист стал серебряным призёром Открытого кубка США, но в самом финале участие не принимал.

#### «Лас-Вегас Лайтс»
19 февраля 2024 года был отдан в аренду клубу Чемпионшипа ЮСЛ «Лас-Вегас Лайтс» до 1 июля 2024 года с опцией выкупа. Дебютировал за клуб футболист 9 марта 2024 года в матче против клуба «Мемфис 901», выйдя на поле в стартовом составе.
9 июля 2024 года был выкуплен «Лас-Вегас Лайтс» согласно опции за рекордную в истории клуба сумму.

## Международная карьера
В ноябре 2020 года был вызван в национальную сборную Доминиканской Республики. Дебютировал за сборную 19 января 2021 года в матче против сборной Пуэрто-Рико. В марте 2021 года был вызван в сборную Доминиканской Республики до 23 лет. За неё забил свой первый гол за национальную сборную.
В ноябре 2021 года был вызван в сборную Доминиканской Республики до 20 лет для участия в отборочном турнире молодёжного чемпионата КОНКАКАФ 2022. Вместе со сборной вышел в финал континентального турнира, где встретился со сборной США, которой проиграли со счётом 0:6. Попал в символическую сборную турнира. Был включён в состав сборной на молодёжный чемпионат мира 2023. Первый матч на турнире сыграл 21 мая 2023 года против Нигерии, отличившись также забитым голом. В следующем матче 24 мая 2023 года против сборной Бразилии футболист заработал 2 жёлтые карточки и покинул поле. По итогу группового этапа доминиканская сборная заняла последнее место и не вышла в стадию плей-офф.

## Достижения
Клубные
«Интер Майами»
- Обладатель Кубка лиг: 2023

Сборная
Доминиканская Республика (до 20)
- Серебряный призёр молодёжного чемпионата КОНКАКАФ: 2022

Индивидуальные
- Член символической сборной молодёжного чемпионата КОНКАКАФ: 2022